# XHTML MP
XHTML MP（XHTML Mobile Profile），它是定义在WAP 2.0上面的标记语言（markup language）。XHTML MP是XHTML的子集，在XHTML MP出现之前，WAP网站的开发者们只能用WML和WML script来创建WAP的网站。而与此同时，web的开发者们却在用强大得多的HTML、CSS、XHTML等来进行传统网站的开发。所以XHTML MP的目标就是浏览者在WAP和web上获得尽可能相似
的浏览体验。